# Ismail Haniya
Ismail Haniya (árabe: إسماعيل هنية) (Cidade de Gaza, 1962 – Teerã, 31 de julho de 2024) foi um político do movimento islâmico palestino Hamas. No dia 21 de fevereiro de 2006, tornou-se o primeiro-ministro da Autoridade Nacional Palestiniana (ANP), na sequência da vitória do seu movimento político nas eleições legislativas palestinianas de 25 de janeiro de 2006. Ele viveu em Doha, no Catar, até a sua morte.
Ismail Haniya nasceu no campo de refugiados de Al-Shati (Shati), perto da cidade de Gaza. Os seus pais tornaram-se refugiados no contexto da guerra de 1948 entre Israel e os seus vizinhos árabes, tendo sido residentes naquilo que é hoje a cidade israelita de Ascalão.
Formou-se em Literatura Árabe na Universidade Islâmica de Gaza no ano de 1987. Durante a sua passagem pela universidade, integrou o "Bloco de Estudantes Islâmicos", um movimento que seria precursor do Hamas.
Em 1987, iniciou-se a Intifada, ou levantamento da população árabe residente nos Territórios Ocupados (Faixa de Gaza e Cisjordânia) por Israel em 1967. Com 43 anos, Haniya foi um dos mais jovens fundadores do Hamas. Nesse ano, Haniya foi detido pelas autoridades israelitas por participar nos protestos, e mais tarde, foi libertado. Em 1988, voltou a ser novamente detido pelas autoridades de Israel e foi condenado a três anos de cadeia.
Em 1992, Haniya foi libertado e deportado junto com outros militantes do Hamas para o sul do Líbano. No ano seguinte regressou a Gaza, onde foi nomeado reitor da Universidade Islâmica da cidade.
Haniya e outros membros do Hamas seriam mais tarde detidos pela Autoridade Palestiniana, que considerava a ideologia e actividades do grupo (responsável pelo assassinato de civis israelitas) uma ameaça ao Acordo de Paz de Oslo.
No fim dos anos 90, tornou-se próximo do xeque Ahmed Yassin, líder espiritual do Hamas. Chegou a chefiar o escritório de Yassin quando o xeque saiu da prisão em 1997. Com o assassinato de Abdal-Aziz al-Rantisi em 2003 e do xeque Yassin em 2004 (em ambos os casos as mortes foram executadas por Israel), Haniya consolidou a sua posição como líder do Hamas.
Dentro do Hamas – movimento considerado uma organização terrorista pelos Estados Unidos e União Europeia – Ismail Haniya era visto como um moderado da ala política do grupo, aberto ao diálogo com Israel. Ele foi o primeiro dirigente do Hamas a telefonar para o presidente da ANP e da Fatah, Mahmoud Abbas, e propor uma aliança política, depois de divulgados os resultados da eleição legislativa na Palestina em 20 de fevereiro de 2006, e Abbas aprovou a nomeação de Haniya como primeiro-ministro.
Em maio de 2011, Haniya condenou a operação norte-americana que matou Osama bin Laden, responsável pelos ataques de 11 de setembro de 2001, denominando bin-Laden de "guerreiro sagrado" e a operação como um "assassinato". Segundo Haniya, a operação faz parte da política americana baseada na opressão e no derramamento de sangue árabe e muçulmano, e pediu a Deus piedade para bin-Laden, junto com os verdadeiros crentes e mártires; o porta-voz americano Mark Toner reagiu com indignação, lembrando que bin-Laden era um terrorista, ordenando o assassinato de milhares de homens, mulheres e crianças, vários dos quais eram muçulmanos.
Em 11 de abril de 2024, Haniya anunciou que três dos seus filhos e dois netos foram mortos em ataque das Forças de Defesa de Israel durante a guerra Israel-Hamas em Gaza.
No dia 31 de julho de 2024, Haniya foi morto após um ataque a sua residência em Teerã, capital do Irã. O líder do Hamas tinha ido participar da cerimônia de posse do presidente iraniano Masoud Pezeshkian.